# Quintiliano José da Silva
Quintiliano José da Silva (Curral del Rei, 23 de dezembro de 1802 — 1889) foi um político brasileiro. Foi presidente da província de Minas Gerais, de 16 de dezembro de 1844 a 29 de dezembro de 1847.

## Biografia
Nasceu no Curral del Rei, em 23 de dezembro de 1802. Pertencia há uma família modesta, sem grandes posses, era filho de Miguel José da Silva e de Anna Filipa da Silva. Realizou seus estudos iniciais no tradicional Colégio do Caraça.
Seu irmão era José Jorge da Silva, importante politico do Império.
Formou-se em direito pela Universidade de Coimbra. Tornou-se, na década de 1830, juiz, atuando na Comarca de Paracatu. Posteriormente foi desembargador conselheiro da província de Minas Gerais.

## Política
Presidiu Minas Gerais de 1845 a 1847. A província era governada pelo Barão de Caçapava, que deixou a função. Foi substituido, em 1 de julho de 1844 de forma interina pelo Ministro da Guerra, João Paulo dos Santos Barreto. Em 1845, o Ministro passou o governo da provincia para Quintiliano José da Silva, que era seu vice. Barreto iria assumir uma cadeira no parlamento.
No governo pronvicial, Quintiliano José da Silva mostrou-se um entusiasta do projeto de ocupação do Vale do Mucuri. Em seus discursos constantemente elogiava as condições de navegação do rio Mucuri, destacando a região como uma área importante para o desenvolvimento futuro da Comarca do Jequitinhonha. Aprovou em 19 de agosto de 1847, a Lei Provincial nº 332, que oficializou o projeto.
Na educação inaugurou a primeira Escola Normal de Minas Gerais, em Ouro Preto.